# 武藤修平
武藤 修平（むとう しゅうへい、1991年12月27日 - ）は、日本の男子プロバスケットボール選手である。ポジションはパワーフォワード。192cm。茨城県北茨城市出身。鹿児島レブナイズ所属。